# آمونیوم فرمات
آمونیوم فرمات (به انگلیسی: Ammonium formate) با فرمول شیمیایی NH۴HCO۲ یک ترکیب شیمیایی با شناسه پاب‌کم ۲۷۲۳۹۲۳ است. که جرم مولی آن ۶۳٫۰۵۵۹ g/mol می‌باشد. در اثر حرارت، ابتدا تجزیه شده و به فرمامید و آب تبدیل می گردد و در ادامه در اثر تجزیه  فرمامید گاز های شدیدا سمی متصاعد می کند.  